# Râul Fântâna Seacă
Râul Fântâna Seacă este un curs de apă, afluent al râului Nera. 